# Ajax (Disney)
 For alternative betydninger, se Ajax. (Se også artikler, som begynder med Ajax)
Ajax er et navn, som regelmæssigt har optrådt på film fra Mickey Mouse Works og House of Mouse.
Ajax Corporation er et opdigtet firma i Disneyuniverset. Det er en parodi på Acme Corporation, som blev kendt fra Warner Bros.
En tidlig udgave af Ajax Corporation kan ses i "Lonesome Ghosts" fra 1937 med Mickey Mouse, Anders And og Fedtmule. I denne korte tegneserie arbejder trioen på et kontor, som bærer dørskiltet "Ajax Ghost Exterminators; Day & Night Service".
Hvor Acme Corporation markedsførte surrealistiske dimser og dingenoter, har Ajax' produkter en tendens til at være mere virkelighedsnære, såsom maling, tyggegummi, og glødelamper. Disneyfigurerne får ofte job i Ajax-filialer såsom Ajax Ghost Exterminators, Ajax Låsesmede og Ajax Hittegods. Disse tjenester ses hyppigere i nyere tegnefilm fra Mickey Mouse Works og House of Mouse.
Ajax dukker op i forskellige Anders And-tegneserier i løbet af 1940'erne, hvor en gorilla har fået tildelt navnet.